# Earl Van Dorn
Earl Van Dorn (17. september 1820 – 7. maj 1863) var en karriereofficer i den amerikanske hær og general i den konfødererede hær under den amerikanske borgerkrig.

## Tidlige år
Van Dorn blev født i nærheden af Port Gibson i Mississippi og fik eksamen fra West Point i 1842, som nr. 52 ud af 56. Han kæmpede i den Mexicansk-amerikanske krig og mod Seminole og Comanche indianere.

## Borgerkrigen
Hans West Point baggrund og tidligere krigserfaring førte til hurtige forfremmelser i den konfødererede hær, hvor han steg i graderne fra oberst i marts 1861 til generalmajor i september. I denne stilling kommanderede han de konfødererede styrker i slaget ved Pea Ridge i Arkansas. Konføderationens nederlag i dette slag og Van Dorns beslutning om at flytte sin hær øst for Mississippi floden gav Unionen mulighed for at få kontrol over staten Missouri og true et centrale Arkansas. Hans inkompetence i slaget ved Corinth i Mississippi førte til endnu en sejr til Unionen.
Van Dorn var mest effektiv som kavaleri kommandør. Hans indsats for at ødelægge Unionens forsyninger ved Holly Springs i Mississippi i december 1862 betød et alvorligt afbræk i Ulysses S. Grant's første Vicksburg kampagne. Han havde også succes i slaget ved Thompson's Station, i marts 1863.

## Død
Det var Van Dorns rygte som kvindebedårer og ikke en unionskugle, som førte til hans død. Den 7. maj 1863 blev han skudt i sit hovedkvarter i Spring Hill, Tennessee, af Dr. George Peters, som hævdede at Van Dorn havde haft en affære med hans kone. Peters blev senere arrresteret af de konfødererede myndigheder, men blev aldrig stillet for en domstol for mordet. Van Dorn er begravet ved Port Gibson, Mississippi.

## Yderligere læsning
- Carter, Arthur B., The Tarnished Cavalier: Major General Earl Van Dorn, C.S.A., University of Tennessee Press, 1999, ISBN 1-57233-047-3.
- Hartje, Robert George, Van Dorn: The Life and Times of a Confederate General, Vanderbilt University Press, 1994, ISBN 0-8265-1254-2.